# 托科
托科（英語：Toco）是加勒比海岛国特立尼达和多巴哥特立尼达岛中最东北的一座村庄，由大桑格雷地区（历史上的圣戴维郡）负责管辖。到达多巴哥岛东北部的距离只有35公里，托科是特立尼达岛离姊妹岛屿中的最近点。